# Флорбела Шпанка
Флорбе́ла Шпа́нка, Флорбе́ла Ешпа́нка (порт. Florbela Espanca, хрещена як Флор Бе́ла ди А́лма да Кунсейса́ун Шпа́нка (порт. Flor Bela de Alma da Conceição Espanca; * 8 грудня 1894, Віла-Вісоза — † 8 грудня 1930, Матозінюш) — португальська поетеса. Її життя, що лише тривало тридцять шість років, було насиченим, хоча й бурхливим, неспокійним та повним особистих страждань, які поетеса вміла перевтілювати у вірші найвищої якості, заряджені еротикою, жіночністю та пантеїзмом.

## Біографія
Флорбела народилась 8 грудня 1894 року в родині Антонії да Кунсейсаун Лобу (порт. Antónia da Conceição Lobo) та республіканця Жуау Марії Шпанка (порт. João Marya Espanca) у Вілі Вісоза, що в Алентежу. Її батько успадкував діло чоботаря, але за своє життя встиг попрацювати антикваром, продавцем шкіряних виробів , дизайнером, художником, фотографом та кінематографістом. Був одним із впроваджувачів «Вітаскопу Едисона» у Португалії.

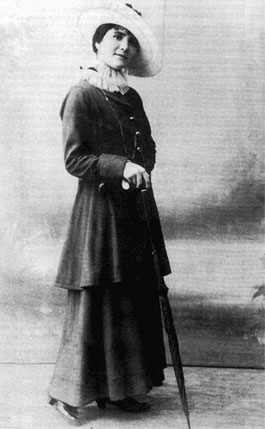
Флорбела Шпанка

Її батько був одружений з Маріаною ду Карму Тушкану (порт. Mariana do Carmo Toscano). Хоча його дружина не була здатна народити дитину, Жуау Марія мав позашлюбних синів; так само ж народилась Флорбела та, через три роки, Апелиш (порт. Apeles Espanca),  обоє від Антонії да Кунсейсаун Лобу та зареєстровані незакононародженими від невідомого батька.. Жузе Марія Шпанка виростив їх у своєму домі, але, незважаючи на те, що Маріана стала для обох хрещеною матір'ю, Жузе Марія офіційно визнав Флорбелу своєю донькою лише через вісімнадцять років по її загибелі.
Між 1899 та 1908 роками Флорбела навчалась у початковій школі у Вілі Вісоза. Саме в цей час вона почала підписувати свої роботи як Flor d'Alma da Conceição. Її перші поетичні спроби датуються 1903–1904 роками: вірш «Життя і Смерть» (порт. «A Vida e a Morte»), сонет у розмірі «редонділья», присвячений своєму братові Апелишу та вірш, написаний батьку на день народження. У 1907 році Флорбела написала своє перше оповідання «Мамочка!» (порт. «Mamã!») Наступного ж року її мати, Антонія, померла у віці лише двадцяти восьми років.
Через певний час, Флорбела вступила до Чоловічого Ліцею ім. Андре ди Ґовея (порт. Liceu Masculino André de Gouveia) у Еворі, у якому провчилась до 1912 року. Була однією із перших жінок у Португалії, яка здобула середню освіту. Під час своїх занять у ліцеї, Флорбела познайомилась у Публічній Бібліотеці м. Евора із творами Бальзака, Дюма, Камілу Каштелу Бранку, Герра Жункейру, Ґарретт. Під час революції 5 жовтня 1910 року, вона два дні перебувала із родиною у столиці, у готелі Francfort Hotel Rossio, але її власні коментарі щодо тих днів невідомі.
У 1913 році Флорбела одружилась у Еворі із Алберту ди Жизуш Сілва Монтінью (порт. Alberto de Jesus Silva Moutinho), з яким разом вчилась. Подружжя спочатку жило у Редонду. У 1915 році вони переїхали у дім Шпанків у Еворі, через фінансові труднощі.